# ІЖ-58
ІЖ-58 — радянська двоствольна мисливська рушниця.

## Історія
Рушницю ІЖ-58 було розроблено в 1958 році легкою рушницею 20-го та 28-го калібру для промислового полювання, ходового полювання в тайзі й полювання в горах у всіх кліматичних зонах СРСР. Перші рушниці були виготовлені у другому півріччі 1958 року, а у вересні 1959 року стало відомо про підготовку до виробництва рушниць 16-го калібру.
Із 1960 року почався випуск рушниць ІЖ-58 під патрон 16-го калібру, на базі якого у 1970 році було створено рушницю ІЖ-58М під патрон 12-го калібру (серійний випуск якого почався в 1971 році).
Рушниці 28-го калібру серійно не випускалися, рушниці 20-го калібру випускалися з кінця 1958 року до середини 1960-х років, а основна частина ІЖ-58 була випущена під набої 12-го та 16-го калібру. Всього було випущено понад 1,36 млн рушниць ІЖ-58 всіх чотирьох модифікацій. Крім того, була виготовлена дослідна рушниця ІЖ-58 20-го калібру з телескопічною коробкою, армованим сталевим штифтом і стволами без з'єднуючих планок, які сполученими трьома муфтами.
У 1980-ті роки почалася розробка нової рушниці на заміну ІЖ-58 і її модифікацій. Нею стала ІЖ-43.

## Опис
ІЖ-58 являє собою двоствольну рушницю з горизонтальним розташуванням стволів. Трубки стволів і казенна муфта виготовлялися із сталі 50А. Стволи розтошовються поруч, мають параболічне дульне звуження.
- дульне звуження правого стволу — 0,5 мм (напівчок)
- дульне звуження лівого стволу — 1 мм (повний чок)

Патронники та канали стволів хромовані.
Замикання рушниці потрійне: на два нижніх гака запірною планкою і на верхній гак — важелем замикання.
Спусковий механізм із двома спусковими гачками змонтований на окремій основі, зусилля спуску — в межах від 1,5 до 2,5 кг. Бойові пружини — гвинтові циліндричні, вони взводятся шарніром цівки та штовхачами при відкриванні рушниці. Бойки діаметром 2,5 мм впресовані в курки та мають механізм відбою.
Запобіжник неавтоматичний, замикає шептала (у разі зриву курків із бойового взведення вони автоматично встають на запобіжне взведення, не вдаряючи по капсулям). При не повністю закритих стволах пострілу не відбувається.
Колодка ІЖ-58 виготовлялася з нормалізованих поковок міцної конструкційної сталі 50 (яка не потребувала подальшої цементації) з наступною термообробкою та чистовим доведенням базових розмірів і поверхонь на спеціалізованих верстатах.
Приклад і цівка виготовлені з берези, бука або (на штучних рушницях) — з горіха. Цівка знімна, закріплена на міжствольній планці засувкою. Ложа пряма або пістолетна.
Рушниця відрізняється простою та технологічною конструкцією, повне розбирання відбувається без застосування спеціальних інструментів (потрібні тільки виколотка й викрутка).

## Варіанти та модифікації
- ІЖ-58[3]
- ІЖ-58М — рушниця 12-го калібру зразка 1970 року
- ІЖ-58МА — модель із новим автоматичним запобіжником, створена в середині 1970-х років. Гарантована відстрілом живучість ІЖ-58МА становить 15 тисяч пострілів[5]
- ІЖ-58МАЕ — модель із новим автоматичним запобіжником та ежектором, випуск якої почався в 1977 році.